# علاج بالتفريغ المتقطع
العلاج بالتفريغ المتقطع أو الدوري (آي في تي) (بالإنجليزية: Intermittent vacuum therapy)‏ هو علاج يُستخدم في أمراض الأوردة والشرايين وإعادة التأهيل (بعد الإصابات الرياضية والشكايات الوعائية). إذ يمكنه التحكم في العود الوريدي وتعزيز الجريان اللمفاوي وتحسين تدفق الدم في الأوعية المحيطية والعضلات بتطبيق ضغط طبيعي ومنخفض على مناطق محددة من الجسم.

## التقنية
يتألف جهاز العلاج بالتفريغ المتقطع من حيز إسطواني يحيط بالجزء السفلي من جسم المريض المسلتقي (يصل حتى الأضلاع) ويؤثر عليه. يحيط الجهاز بكامل الساقين، ويكون الحيز الداخلي في منطقة الخصر مغلقًا بإحكام بواسطة عدسات. تولد مضخة التفريغ ضمن الحجرة ضغطًا طبيعيًا ومنخفضًا بالتناوب (من -20 إلى -70 ميللي بار). حظي هذا الجهاز بالاعتراف ضمن الأجهزة الطبية.

## طريقة العمل
عند توليد ضغط منخفض، يزداد الدوران الدموي ضمن القسم السفلي من الجسم والبطن، وهذا يدعم التروية الشريانية. يؤدي هذا الجريان الدموي إلى خفض الضغط المرتفع في الأوعية المركزية وإنقاص حجم الضربة القلبية والنتاج القلبي، وتكون النتيجة النهائية إنقاص الجريان الدموي الشرياني المعكوس بآليات التروية المعاوضة.
استجابةً لهذا التغير، يتسرع النبض وتزداد مقاومة الأوعية المحيطية، ويحرض الجهاز الودي عمل القلب. يتكيف حجم الدم مع تغير الضغط في الجزء السفلي من الجسم، ويزداد جريان الدم المؤكسج في أوعية الساقين والطرفين السفليين بتغير الضغط بين الطبيعي والمنخفض. خلال مرحلة الضغط الطبيعي، يزداد العود الوريدي واللمفاوي في الأوعية الكبرى، وهنا يملك جهاز التفريغ المتقطع تأثيرًا فسيولوجيًا قويًا في «إزالة الفضلات اللمفاوية»، أي تحدث عملية النزح اللمفاوي. إن الارتفاع المرافق في قيمة باهاء الدم يستلزم تقوية النسيج الضام ما يقود إلى زيادة تصنيع الكولاجين وتحسين اختزال الدهون.
تطور العلاج بناءً على طريقة «إل بي إن بّي دي» (الضغط السلبي في الجزء السفلي من الجسم) التي طورتها وكالة ناسا. في عام 1999، بدأ تطوير الشكل المتقطع من «إل بي إن بّي دي» ضمن مشروع بحث «نورولاب» في معهد طب الفضاء في مركز الفضاء الألماني (دي إل آر) في كولونيا.

## العلاج
يُطبق العلاج وسطيًا بين 4 إلى ما يزيد عن 10 مرات (كل مرة 30-45 دقيقةً) وفقًا للاستطباب. هناك استطبابات عديدة للعلاج بالتفريغ المتقطع، لكن ما زلنا بحاجة كبيرة لإجراء أبحاث إضافية لأن النتائج لم تكن واضحةً دومًا.
تشمل الاستطبابات: ضعف النسيج الضام وفرط التحميض والسلوليت والأوردة العنكبوتية والإصابات (مثل التكدمات أو الإصابات الرياضية) والأمراض الوعائية والوذمات والتقرحات. هناك استطبابات أخرى يُطبق فيها العلاج بالفعل في هولندا وتشمل: إصابة الإجهاد المتكررة ومتلازمة النفق الرسغي ومتلازمة الألم الناحي المركب وظاهرة رينو، لكن لا تتوافر دراسات عمياء عن نتائج العلاج.

## مضادات الاستطباب
لم يُكشف تأثير سلبي لهذا العلاج حتى الآن، ولكن يجب تجنب تطبيقه في الإصابات الحادة مثل الخثار الوريدي والتهاب الوريد الخثاري والعدوى والحمل.